# 3º Corpo meccanizzato delle guardie
Il 3º Corpo meccanizzato delle guardie (in russo 3-й гвардейский механизированный корпус?) era una formazione meccanizzata dell'Armata Rossa costituita nel settembre 1942 che partecipò con distinzione a numerose battaglie e campagne di guerra sul fronte orientale durante la seconda guerra mondiale.
L'unità meccanizzata era stata costituita a partire dai resti del 28º Corpo corazzato, praticamente distrutto durante i combattimenti sul Don dell'estate 1942, e, con la denominazione originaria iniziale di 4º Corpo meccanizzato, era stata particolarmente rinforzata con numerosi carri armati moderni per partecipare nel settore meridionale del fronte all'importantissima Operazione Urano, la controffensiva dell'autunno 1942 sul fronte di Stalingrado. Il 4º Corpo meccanizzato prese parte quindi all'operazione dal 20 novembre 1942 ed eseguì con successo i suoi compiti congiungendosi, dopo una rapida avanzata, con gli altri corpi mobili sovietici provenienti da nord e chiudendo la decisiva sacca di Stalingrado intorno alla 6ª Armata tedesca. Per questa grande vittoria, Stalin e lo Stavka ridenominarono, il 18 dicembre 1942, il reparto meccanizzato con il titolo onorifico di 3º Corpo meccanizzato delle guardie.
Il 3º meccanizzato delle guardie, continuò negli ultimi tre anni della "Grande Guerra Patriottica" a combattere con successo in numerosi settori del fronte orientale, distinguendosi ancora sul Don, a Char'kov, sul Dniepr (nel 1943), durante la riuscita Operazione Bagration (nel 1944). Nell'ultimo anno di guerra il corpo meccanizzato fu impegnato soprattutto nell'area baltica, contribuendo a isolare il Gruppo d'armate Nord tedesco e partecipando alle dure battaglie in Curlandia.
Equipaggiato fin dal 1944 con carri americani Sherman, rafforzati da carri pesanti sovietici Stalin II, il 3º Corpo meccanizzato delle guardie, dopo la resa della Germania, venne quindi trasferito in Estremo Oriente e partecipò alla rapida e decisiva campagna sovietica contro l'Armata del Kwantung giapponese dell'agosto 1945, coronando in questo lontano fronte i notevoli successi conseguiti durante la guerra in Europa.

## Storia

### Rinascita delle forze meccanizzate sovietiche
L'Armata Rossa entrò in guerra nel giugno 1941 con oltre venti cosiddetti "corpi meccanizzati"; si trattava di pesanti e poco funzionali formazioni organizzate in fretta con un'enorme varietà di carri armati leggeri, medi e pesanti (più o meno moderni), con personale non addestrato e con scarsi supporti logistici, che in teoria dovevano disporre ciascuno di ben 1031 carri armati e oltre 35.000 uomini. Tra questi corpi era stato costituito nel gennaio 1941 il "4º Corpo meccanizzato", guidato dal maggiore generale Andrej Vlasov, tra i più potenti e meglio equipaggiati dello schieramento sovietico. Dotato di oltre 900 mezzi corazzati, tra cui 300 T-34 e 114 KV, il 4º Corpo meccanizzato, posizionato nel settore di Lvov, cercò coraggiosamente di frenare l'avanzata tedesca ma venne decimato e già a luglio 1941 venne sciolto dal comando sovietico insieme a tutti gli altri corpi meccanizzati superstiti dopo le catastrofiche battaglie iniziali dell'Operazione Barbarossa.
Il Comando sovietico, gravemente carente in questa fase iniziale della guerra di mezzi moderni e di personale addestrato, ricostituì lentamente nuove strutture corazzate e meccanizzate, e quindi solo nella primavera 1942 ricomparvero nell'ordine di battaglia dell'Armata Rossa formazioni organiche mobili in grado teoricamente di contrastare le potenti Panzer-Divisionen tedesche e di effettuare missioni operative strategiche. Vennero costituiti i cosiddetti "corpi corazzati", formazioni piuttosto piccole e con scarso sostegno di fanteria motorizzata e di artiglieria, equipaggiate con 168 carri armati e con 7.800 uomini di personale; e, a partire dal settembre 1942, i primi nuovi "corpi meccanizzati", formazioni molto più complesse, dotate di 15.500 uomini, con 175 carri armati, riccamente fornite di mezzi motorizzati e di artiglieria e quindi in grado, secondo le teorie del Comando delle Forze Corazzate dell'Armata Rossa, di svolgere operazioni autonome in profondità per sconvolgere il fronte nemico e sfruttare i successi a livello strategico.
Mentre vennero organizzati entro il 1942 ben 25 corpi corazzati, solo otto furono i corpi meccanizzati costituiti dall'Armata Rossa entro quell'anno, a causa della maggiore complessità e costo di queste formazioni, e della necessità di molti mezzi motorizzati, di supporto logistico e di personale specializzato. Tra questi otto corpi meccanizzati, il 18 settembre 1942 venne ufficialmente costituito nel Distretto Militare del Volga, e quindi nelle retrovie del fronte combattente di Stalingrado, il nuovo 4º Corpo meccanizzato.

### Operazione Urano e battaglia di Stalingrado

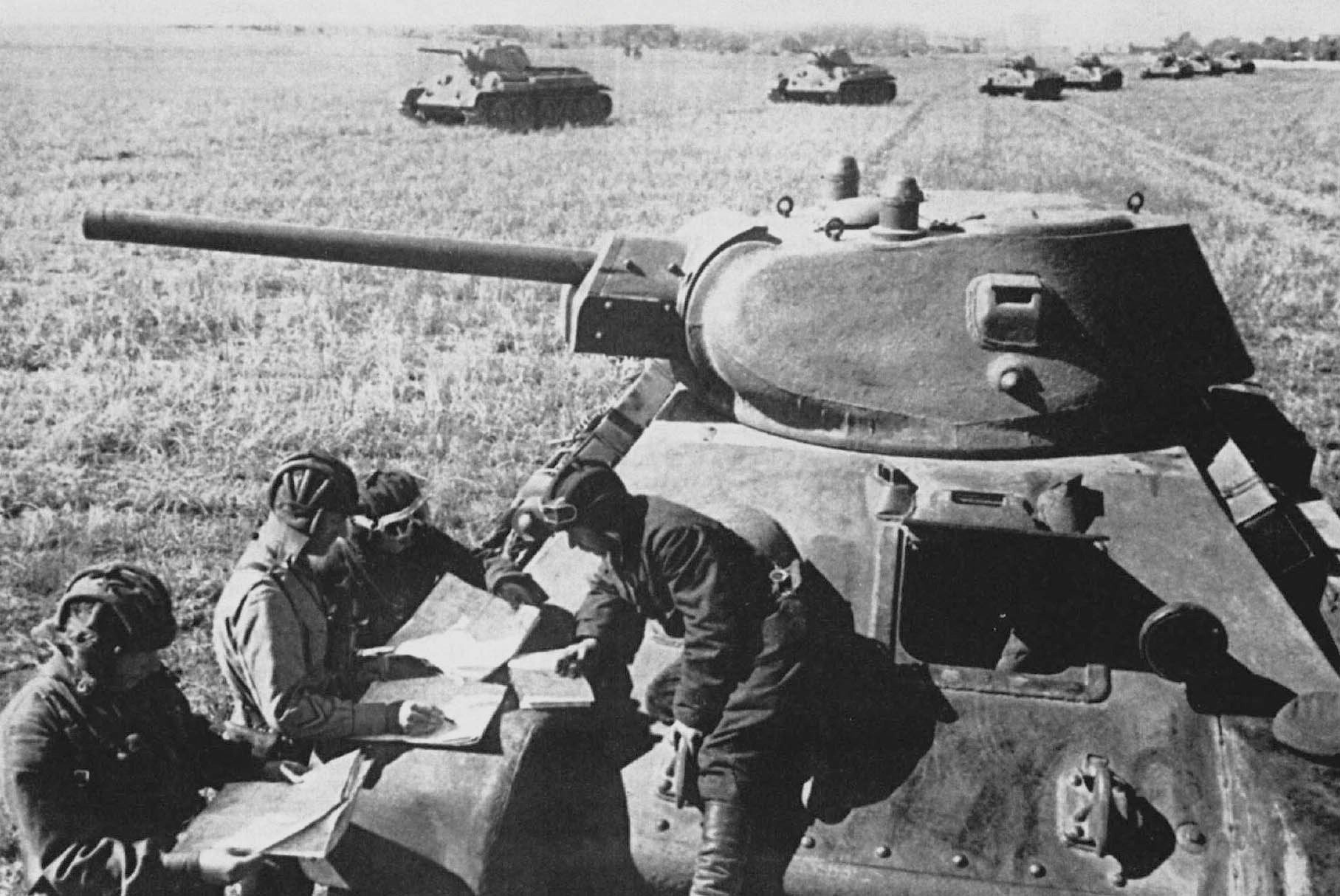
Colonna di carri armati T-34 in addestramento in preparazione dell'Operazione Urano, in cui il 4º Corpo meccanizzato avrebbe svolto un ruolo decisivo.

Il nuovo 4º Corpo meccanizzato venne organizzato utilizzando i quadri e i comandi superstiti del disciolto 28º Corpo corazzato, che era uscito distrutto dai disperati combattimenti di luglio 1942 nell'ansa del Don per cercare di bloccare la marcia delle forze corazzate tedesche in direzione di Stalingrado. Nel quadro della costituzione e del rafforzamento delle riserve meccanizzate a disposizione dei fronti combattenti nel settore del Volga e del Don in vista di una grande offensiva invernale per capovolgere le sorti dei combattimenti nel settore meridionale del Fronte orientale, il comando sovietico quindi costituì o riequipaggiò nuovi reparti mobili assegnandoli ai vari fronti come forze di sfondamento e di sfruttamento del successo; il 4º Corpo meccanizzato venne assegnato al Fronte di Stalingrado del generale Andrej Erëmenko, destinato ad attaccare a sud della città sul Volga, e venne particolarmente potenziato aggregando due nuovi reggimenti corazzati alle tre brigate meccanizzate già presenti.
Quindi alla fine del settembre 1942, guidato dall'esperto maggior generale Vasilij Timofeevič Vol'skij, disponeva di ben 220 carri armati, 20.000 uomini, 100 autoblindo e oltre 2000 autocarri, divenendo la formazione mobile più grande e potente a disposizione dei fronti destinati alla controffensiva. A partire dai primi di ottobre, il 4º Corpo meccanizzato, che disponeva di un nucleo di equipaggi e comandanti veterani, reduci dai combattimenti dell'estate 1942, cominciò quindi a spostarsi in segreto e con rigide misure di mascheramento a sud, attraversando di nascosto il Volga e posizionandosi, immobile e camuffato, nella regione dei laghi salati, pronto a passare all'offensiva secondo i piani della grandiosa Operazione Urano.

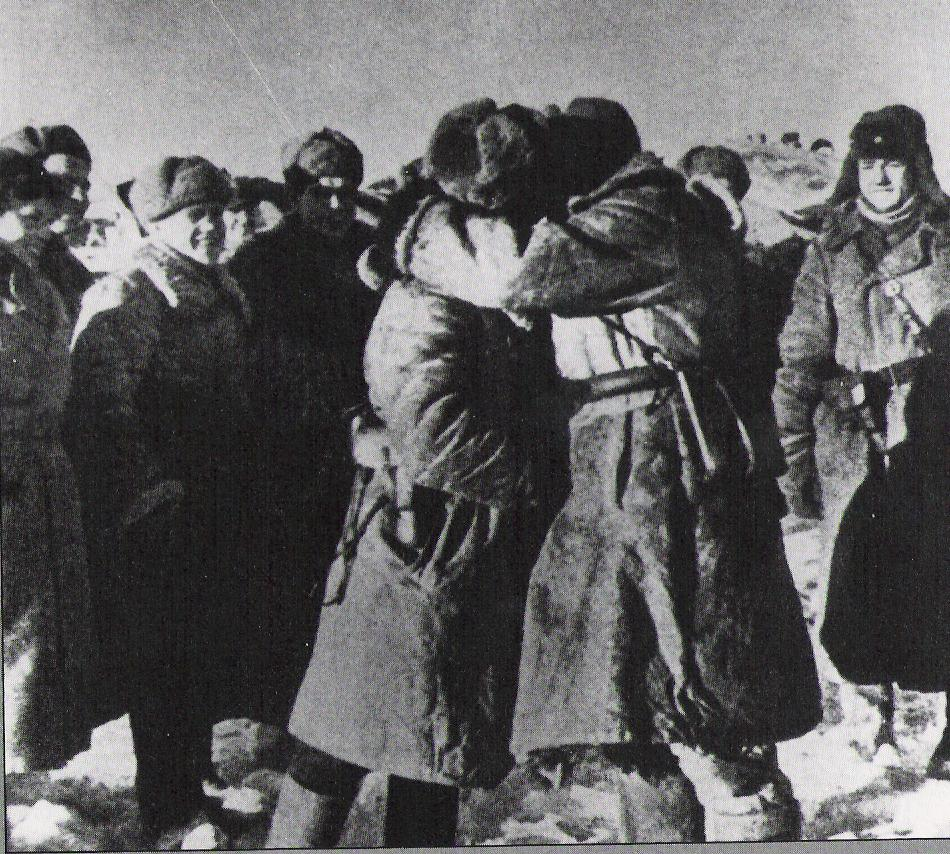
I comandanti delle brigate carri del 4º Corpo meccanizzato e del 4º Corpo corazzato si abbracciano dopo il congiungimento a Sovetskij il 23 novembre 1942 ed il completamento dell'operazione Urano.

Il 20 novembre 1942 (il giorno dopo l'inizio dell'attacco sul fronte del Don), il Fronte di Stalingrado passò all'offensiva travolgendo facilmente le deboli difese rumene; nella stessa giornata il 4º Corpo meccanizzato entrò quindi in azione per sfruttare lo sfondamento ed avanzare rapidamente verso ovest. Nonostante alcune incertezze del maggior generale Vol'skij e una certa confusione legata alle difficoltà del terreno ed alla mancanza di sufficienti vie di comunicazione, le tre brigate meccanizzate riuscirono a progredire in profondità continuando ad avanzare anche nelle ore notturne. La resistenza delle riserve tedesche fu debole e, sollecitato energicamente dal generale Erëmenko ad affrettare l'avanzata, il 4º Corpo meccanizzato riuscì ad eseguire la sua importante missione, scompigliando le retrovie nemiche e conquistando di sorpresa, nelle giornate del 21 e 22 novembre, i centri ferroviari di Abganerovo e Krivomužskaja, interrompendo le comunicazioni della 6ª Armata tedesca, sempre agganciata a Stalingrado.
La sera del 22 novembre gli elementi di punta del 4º Corpo meccanizzato (36ª Brigata meccanizzata del colonnello Rodionov) raggiunsero Sovietskij, respinsero alcune riserve corazzate tedesche che tentavano di intervenire da Marinovka e si fermarono per attendere l'arrivo delle altre colonne mobili sovietiche provenienti da nord. Il 23 novembre 1942, nel pomeriggio, il 4º Corpo meccanizzato si ricongiunse, nell'area di Sovietskij, con il 4º Corpo corazzato e il 26º Corpo corazzato del Fronte Sud-Ovest, che avevano attraversato il Don a Kalač e, guidati da razzi di segnalazione verdi, avevano raggiunto a loro volta Sovietskji. Il primo contatto avvenne alle ore 15.00 tra la 36ª Brigata meccanizzata del colonnello Rodionov e la 45ª Brigata carri del tenente colonnello Židkov del 4º Corpo corazzato; i carristi festeggiarono la straordinaria vittoria con vodka e salsicce. In questo modo venne definitivamente chiusa la trappola e la 6ª Armata e parte della 4ª Armata corazzata tedesca vennero completamente accerchiate. Il 4º Corpo meccanizzato aveva subito perdite durante i tre giorni di avanzata ma, nonostante carenze logistiche e alcuni errori tattici, aveva vittoriosamente completato il suo compito, contribuendo in modo decisivo all'Operazione Urano.
La partecipazione del 4º Corpo meccanizzato alla fase finale della battaglia di Stalingrado non era tuttavia affatto terminata e, al contrario, a partire dal 12 dicembre, la formazione meccanizzata, ridotta ad un centinaio di carri armati, dovette intervenire duramente per contrastare il tentativo tedesco di sbloccare la sacca della 6ª Armata (Operazione Tempesta Invernale). Per molti giorni i mezzi corazzati del 4º Corpo affrontarono i panzer della 6. Panzer-Division, contrattaccando, infliggendo perdite e rallentando l'avanzata nemica in attesa dell'arrivo delle riserve della Stavka.
Il 4º meccanizzato si batté con notevole valore e guadagnò, a costo di gravi perdite, tempo prezioso fino all'arrivo il 24 dicembre della potente 2ª Armata delle guardie che permise, alla fine del mese, di passare alla controffensiva vittoriosa che respinse le indebolite forze tedesche in direzione di Rostov. A questa fase controffensiva partecipò con efficacia anche il 4º Corpo meccanizzato che era già stato onorato (dal 18 dicembre 1942), per il valore dimostrato in attacco e in difesa, del nuovo nome di 3º Corpo meccanizzato delle guardie, la seconda formazione meccanizzata dell'Armata Rossa (dopo il 26º Corpo corazzato) ad essere insignita, per il comportamento sul campo di battaglia, del titolo delle guardie.
A gennaio 1943 il 3º delle guardie partecipò ancora ai nuovi tentativi sovietici di raggiungere Rostov e tagliare la ritirata delle forze tedesche nel Caucaso, ma l'obiettivo non venne raggiunto ed a marzo finalmente il corpo meccanizzato, completamente esausto, venne ritirato dalla prima linea per essere riorganizzato e riequipaggiato in vista della campagna di primavera.

### Operazione Bagration e la conquista dei Paesi Baltici
Alla vigilia della cruciale battaglia di Kursk, il 3º Corpo meccanizzato delle guardie, completamente ricostituito e equipaggiato con 164 carri medi T-34 e 49 carri leggeri T-70 (potenziati in agosto 1943 dall'assegnazione di un reggimento di semoventi pesanti SU-152), faceva parte delle potenti riserve raggruppate dalla Stavka nel cosiddetto Fronte della Steppa del generale Ivan Konev. Una parte di queste forze entrarono in azione nella fase finale della battaglia, ma il 3º delle guardie rimase in riserva fino al termine vittorioso degli scontri nel saliente di Kursk, ed entrò in azione solo durante la successiva Quarta battaglia di Char'kov, contribuendo in modo significativo a sconfiggere le forze corazzate tedesche che tentavano tenacemente di difendere l'importante città ucraina.
Nei messi successivi estivi ed autunnali, il corpo meccanizzato continuò a combattere inquadrato principalmente nella 47ª o nella 37ª Armata, partecipando ai duri e prolungati combattimenti sul fiume Dniepr. Infine, a novembre 1943, il 3º delle guardie venne finalmente ritirato dalla prima linea e spostato nelle riserve della Stavka per essere nuovamente riequipaggiato dopo aver sofferto notevoli perdite negli incessanti scontri. Il successivo impiego operativo del corpo avvenne nel giugno 1944 durante la importante operazione Bagration; in questa fase il 3º Corpo meccanizzato delle guardie era stato riequipaggiato con carri medi americani M4 Sherman, rafforzati da semoventi SU-76 e SU-85.

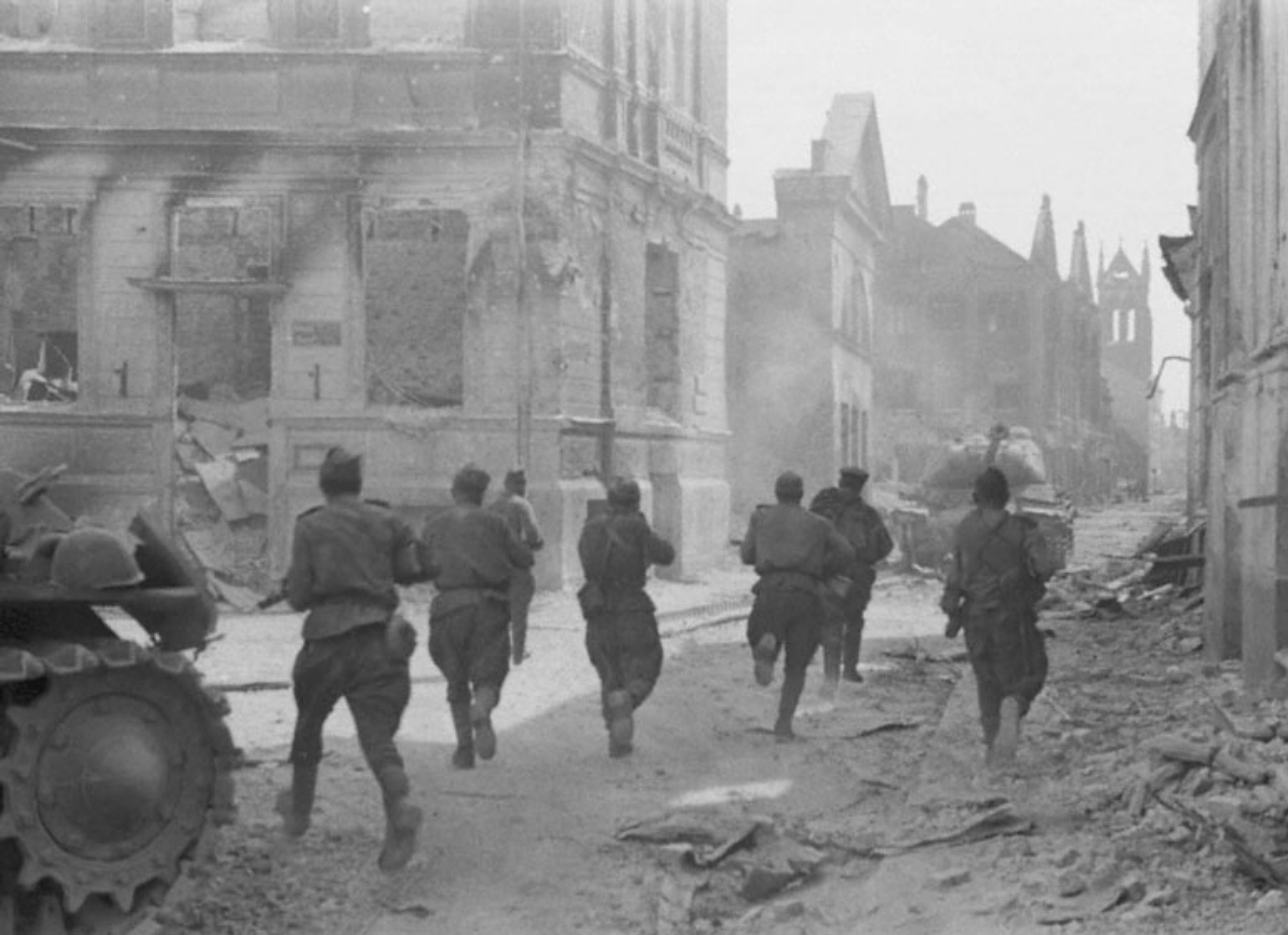
Soldati sovietici in combattimento durante la difficile riconquista dei Paesi Baltici

Questi mezzi diedero buona prova e il 3º delle guardie, guidato dall'esperto generale V. Obuchov e assegnato al 3º Fronte Bielorusso del generale Ivan Danilovič Černjachovskij, ebbe un ruolo di rilievo, sbaragliando le difese tedesche ed avanzando in profondità verso Minsk e quindi verso i Paesi Baltici. Le riserve corazzate tedesche vennero sconfitte e il 3º delle guardie (raggruppato insieme al 3º Corpo di cavalleria delle guardie nel cosiddetto Gruppo di cavalleria meccanizzata Oslikovskij) mostrò grande slancio offensivo: nell'offensiva di Šiauliai le sue brigate meccanizzate penetrarono in profondità nell'area Baltica, conquistarono d'assalto Šiauliai il 27 luglio, e già il 30 luglio 1944 raggiunsero il golfo di Riga, occupando di sorpresa Tukums con la 8ª Brigata meccanizzata delle guardie e la 35ª Brigata corazzata delle guardie, e tagliando provvisoriamente le comunicazioni del Gruppo d'armate Nord tedesco, rimasto fermo in Lettonia ed Estonia.
Le comunicazioni del Gruppo d'armate Nord vennero riaperte in agosto da un pericoloso contrattacco di Panzer-Divisionen, ma il 3º Corpo meccanizzato si difese valorosamente e mantenne il possesso di Shiaulai, vanificando gli ambiziosi piani del comando tedesco. In settembre ed ottobre il 3º Corpo meccanizzato delle guardie, sempre equipaggiato con carri Sherman ma potenziato con l'assegnazione di un reggimento di carri pesanti JS II e uno di semoventi ISU-122, partecipò anche (nello schieramento del 1º Fronte Baltico del generale Bagramjan) alla nuova offensiva sovietica nel Baltico diretta contro Memel, che avrebbe provocato nuovamente e definitivamente l'isolamente del Gruppo d'armate Nord tedesco nella cosiddetta sacca di Curlandia.

### In Estremo Oriente e il dopoguerra
Nei mesi finali della guerra in Europa, il 3º Corpo meccanizzato delle guardie rimase nell'area baltica, assegnato alle forze sovietiche destinate a contrastare le truppe tedesche asserragliate nella munita sacca della Curlandia, e quindi non partecipò alle grandi campagne finali dell'Armata Rossa nel cuore della Germania. Nell'estate 1945 invece il corpo fu scelto dalla Stavka per partecipare alla nuova e difficile campagna nell'Estremo Oriente sovietico contro le forze giapponesi in Manciuria.
Il 3º delle guardie venne quindi trasportato per ferrovia sul fronte del Pacifico ed assegnato al Fronte del Trans-Bajkal, partecipando dal 16 agosto alle fasi finali della rapida e vittoriosa campagna contro l'armata del Kwantung giapponese. Gli scontri furono sporadici e il corpo meccanizzato avanzò rapidamente intralciato soprattutto dalle difficoltà logistiche causate dalla grandi distanze e dal territorio quasi desertico. Alla fine di agosto 1945 il 3º Corpo meccanizzato delle guardie terminava quindi il suo impegno bellico sulle coste cinesi dopo aver valorosamente combattuto per tre anni sul durissimo Fronte orientale.
Dopo la guerra il 3º Corpo meccanizzato delle guardie, tra le formazioni più famose e decorate dell'Armata Rossa durante la Grande Guerra Patriottica (le venne assegnata anche la denominazione onorifica "Stalingrad-Krivomužiskaja" in ricordo della sua più grande vittoria), venne trasformato in 3ª Divisione meccanizzata delle guardie e rimase nell'Estremo oriente sovietico fino al suo scioglimento nel 1959, dopo essere stato ridenominato per breve tempo 47ª Divisione motorizzata delle guardie.

## Ordine di battaglia
1942: Operazione Urano e Stalingrado (4º Corpo meccanizzato)
- Quartier generale
- 36. Brigata meccanizzata
  - XXVI reggimento carri
  - I battaglione di fuciliari
  - II battaglione fucilieri
  - III battaglione fucilieri
- 59. Brigata meccanizzata
  - XX reggimento carri
  - I battaglione fucilieri
  - II battaglione fucilieri
  - III battaglione fucilieri
- 60. Brigata meccanizzata
  - XXI reggimento carri
  - I battaglione fucilieri
  - II battaglione fucilieri
  - III battaglione fucilieri
- LV reggimento carri
- CLVIII reggimento carri
- 603º reggimento artiglieria antiaerea
- 334º battaglione mortai delle guardie (razzi Katjusa)
- 44º battaglione autoblindo
- 61º battaglione motociclisti
- 31º battaglione del genio
- 79º battaglione logistico

1943: Kursk e Quarta battaglia di Char'kov (3º Corpo meccanizzato delle guardie)
- Quartier generale
- 7. Brigata meccanizzata delle guardie (ex-36. Brigata meccanizzata)
  - XXXXIII reggimento carri delle guardie
  - I battaglione fucilieri
  - II battaglione fucilieri
  - III battaglione fucilieri
- 8. Brigata meccanizzata delle guardie (ex-59. Brigata meccanizzata)
  - XXXXIV reggimento carri delle guardie
  - I battaglione fucilieri
  - II battaglione fucilieri
  - III battaglione fucilieri
- 9. Brigata meccanizzata delle guardie (ex-60. Brigata meccanizzata)
  - XXXXV reggimento carri delle guardie
  - I battaglione fucilieri
  - II battaglione fucilieri
  - III battaglione fucilieri
- 35. Brigata corazzata delle guardie
  - I battaglione corazzato
  - II battaglione corazzato
  - III battaglione corazzato
  - XXXV battaglione fucilieri motorizzati delle guardie
- 1831º reggimento semoventi pesanti (SU-152)
- 1510º reggimento anticarro
- 129º reggimento mortai
- 1705º reggimento artiglieria antiaerea
- 743º battaglione anticarro
- 1º battaglione motociclisti delle guardie
- 334º reggimento mortai delle guardie (razzi Katjusa)
- 62º battaglione del genio delle guardie
- 11º battaglione trasmissioni delle guardie
- 79º battaglione logistico

1944 e 1945: Operazione Bagration e Paesi Baltici (3º Corpo meccanizzato delle guardie)
- Quartier generale
- 7. Brigata meccanizzata delle guardie (ex-36. Brigata meccanizzata)
  - XXXXIII reggimento carri delle guardie
  - I battaglione fucilieri
  - II battaglione fucilieri
  - III battaglione fucilieri
- 8. Brigata meccanizzata delle guardie (ex-59. Brigata meccanizzata)
  - XXXXIV reggimento carri delle guardie
  - I battaglione fucilieri
  - II battaglione fucilieri
  - III battaglione fucilieri
- 9. Brigata meccanizzata delle guardie (ex-60. Brigata meccanizzata)
  - XXXXV reggimento carri delle guardie
  - I battaglione fucilieri
  - II battaglione fucilieri
  - III battaglione fucilieri
- 35. Brigata corazzata delle guardie
  - I battaglione corazzato
  - II battaglione corazzato
  - III battaglione corazzato
  - XXXV battaglione fucilieri motorizzati delle guardie
- 64º reggimento carri pesanti delle guardie (IS II)
- 1823º reggimento semoventi (SU-85)
- 1510º reggimento semoventi (SU-76)
- 380º reggimento semoventi pesanti delle guardie (ISU-122)
- 129º reggimento mortai
- 1705º reggimento artiglieria antiaerea
- 743º battaglione anticarro
- 1º battaglione motociclisti delle guardie
- 334º reggimento mortai delle guardie (razzi Katjusa)
- 62º battaglione del genio delle guardie
- 11º battaglione trasmissioni delle guardie
- 79º battaglione logistico

## Comandanti
- Maggiore generale Georgij Semenovič Rodin dal 10.09.1942 al 10.10.1942 (4º Corpo meccanizzato)
- Maggior generale Vasilij Timofeevič Vol'skij dall'11.10.1942 al 18.12.1942
- Maggior generale Vasilii Timofeevič Vol'skij dal 18.12.1942 al 03.01.1943 (3º Corpo meccanizzato delle guardie)
- Maggior generale Aleksej Pavlovič Šaragin	 dal 04.01.1943 al 03.05.1943
- Maggiore generale Viktor Timofeevič Obuchov dal 04.05.1943 all'11.05.1945